# Родні Алкала
Родні Джеймс Алкала (англ. Rodney James Alcala, уроджений Родріго Жак Алкала; 23 серпня 1943, Сан-Антоніо, Техас, США — 24 липня 2021, Коркоран, Каліфорнія, США) — американський серійний вбивця та сексуальний злочинець, засуджений до смертної кари в Каліфорнії за п'ять вбивств, скоєних у 1977—1979 роках. Визнав себе винним і отримав довічне ув'язнення за ще два вбивства, скоєні в Нью-Йорку, а також був звинувачений у вбивстві у Вайомінгу, хоча висунуті там звинувачення були зняті через технічні нюанси. Попри доведену причетність до восьми злочинів, справжня кількість жертв залишається невідомою і може сягати 130.
Мав колекцію з понад 1000 фотографій жінок, дівчат і хлопчиків підліткового віку, багато з яких зображені у відверто сексуальних позах. 2016 року його звинуватили у вбивстві 1977 року жінки, впізнаної на одному з його фото. Відомо про його напад на ще одну жертву з фотографій, і поліція припускає, що інші моделі також могли зазнати зґвалтування або вбивства.
Прокурори стверджують, що Алкала «бавився» зі своїми жертвами, душив їх до втрати свідомості, потім чекав, поки вони отямляться, і міг повторити цей процес кілька разів перед вбивством. Детектив описав Алкалу як «машину для вбивств», а інші порівняли його з Тедом Банді. Його часто називають вбивцею з «Гри знайомств» через його появу 1978 року на однойменному телевізійному шоу. Помер від невизначених природних причин у в'язниці Коркорана, штат Каліфорнія, 24 липня 2021 року.

## Ранні роки
Народився в Сан-Антоніо, штат Техас, став третім із чотирьох дітей у мексикансько-американської пари Рауля Алкали Букуори (3 серпня 1906 — 8 січня 1962) й Анни Марії Гутьєррес (10 січня 1909 — 18 лютого 1999). 1951 року батько Алкали перевіз родину до Мексики, а через три роки покинув їх. 1954 року мама перевезла його та двох доньок у передмістя Лос-Анджелеса. Алкала був академічно обдарованим учнем, який мав достатню популярність серед однолітків і сімʼя його підтримувала. Навчався у різних приватних школах. Брав участь у громадському та спортивному житті школи.
1961 року вступив до лав армії США, став десантником і служив клерком. Під час служби його командир схарактеризував Алкалу як маніпулятивного, мстивого і непідпокірного. Його кілька разів притягували до дисциплінарної відповідальності за напад на молодих жінок. 1964 року пережив нервовий зрив, під час якого він залишив частину та поїхав автостопом з Форт-Брегга, штат Північна Кароліна, до своєї матері в Каліфорнію. Військовий психіатр діагностував у нього антисоціальний розлад особистості й  оцінив IQ у 135. Згодом його звільнили з армії за станом здоров'я. Серед інших діагнозів, які пізніше ставили психіатричні експерти під час судового процесу: нарцисичний розлад особистості, емоційно нестабільний розлад особистості та злоякісний нарцисизм із супутніми захворюваннями психопатії та розладом сексуального садизму. Після армії закінчив Школу образотворчих мистецтв Університет Каліфорнії в Лос-Анджелесі, а пізніше вивчав кіно під керівництвом Романа Полянського в Нью-Йоркському університеті.

## Кримінальний період

### Напад на Шапіро
25 вересня 1968 року Алкала підʼїхав до восьмирічної Талі Шапіро. Він представився другом сім'ї і запропонував підвезти, дівчинка погодилась. Це помітив очевидець Дональд Гейнс і відчувши недобре викликав поліцію. Алкала привіз дитину в свою голлівудську квартиру, де сказав, що хоче показати їй фотографію. По прибуттю поліції Шапіро була зґвалтована та побита металевим прутом, але жива. Алкала втік.

### Переїзд до Нью-Йорка
Щоб уникнути арешту за напад на Шапіро, Алкала покинув Каліфорнію та вступив до Нью-Йоркського університету під ім'ям Джон Бергер. 1971 року влаштувався консультантом в мистецькому дитячому таборі у Нью-Гемпширі. Почав працювати в Асоціації Blue Cross Blue Shield, що надавала медичне страхування, там же працював серійний вбивця Річард Коттінгем. Хоча вони і не знали один одного.

### Вбивство Кріллі
12 червня 1971 року у своїй квартирі на Мангеттені знайшли зґвалтовану та вбиту 23-річну стюардесу Trans World Airlines Корнелію Кріллі. Алкала задушив її нейлоновими панчохами. Припускали, що Алкала запропонував Кріллі допомогти перенести меблі у її нову квартиру. Вбивство залишалося нерозкритим до 2011 року.

### Встановлення особи та затримання
На початку 1971 року ФБР додало Алкалу до списку десяти найбільш розшукуваних втікачів. Через кілька місяців двоє дітей з мистецького табору помітили його фотографію на плакаті ФБР біля пошти та повідомили поліцію. Після арешту Алкалу відправили до Каліфорнії. На той час батьки Шапіро перевезли всю свою родину до Мексики і не хотіли, щоб донька свідчила на суді. Його визнали винним у розбещенні дітей і засудили до трьох років. 1974 року умовно-достроково звільнений через сімнадцять місяців ув'язнення. Менш ніж через два місяці його повторно заарештували за напад на 13-річну дівчинку, яка погодилася, щоб Алкала підвіз її. 1976 року знову умовно-достроково звільнений.

### Зникнення Говер
1977 року офіцер з умовно-дострокового звільнення в Лос-Анджелесі вдався до незвичайного кроку, дозволив рецидивісту з ризиком втечі поїхати до Нью-Йорка. Слідчі справи з Департаменту поліції Нью-Йорка вважають, що через тиждень після повернення на Мангеттен Алкала вбив Еллен Джейн Говер, 23-річну доньку власника нічного клубу Германа Говера та хрещену Діна Мартіна та Семмі Девіса-молодшого. Говер востаннє бачили в її квартирі в Нью-Йорку 15 липня 1977 року. У її щоденнику було зазначено, що того дня вона мала зустріч з якимсь Джоном Бергером.
1977 року ФБР отримало інформацію про арешт Алкали у справі Шапіро. Під час допиту Алкала зізнався, що знав Говер, але слідчі не змогли його заарештувати, оскільки не знайшли її тіла. Зрештою її останки виявили під важкими каменями на схилі пагорба з видом на річку Гудзон, поблизу маєтку Джона Д. Рокфеллера, де молода модель пізніше повідомила, що Бергер фотографував її.

### Переїзд до Лос-Анджелеса
1978 року влаштувався у «Лос-Анджелес Таймс» верстальником. Нетривалий час перебував за ґратами за зберігання марихуани. У цей період Алкала переконав сотні молодих чоловіків і жінок, що він професійний фешн-фотограф і робив фото для свого «портфоліо». Співробітниця «Таймс» пізніше згадувала, що Алкала показав свої фотографії колегам. «Я подумала, що це дивно, але я була молода, я нічого не знала», — сказала вона. «Коли я запитала, чому він зробив фотографії, він відповів, що їхні мами просили його. Я пам'ятаю, що дівчата були голі». «Він сказав, що він професіонал, тож, на мою думку, я була для нього моделлю», — сказала жінка, яка дозволила Алкалі сфотографувати її 1979 року. Портфоліо також включало «… [голих] підлітків», — сказала вона. Більшість фотографій відвертого сексуального характеру, і більшість моделей залишаються невідомими. Поліція побоюється, що деякі з них можуть бути жертвами нерозкритих справ.

### Поява в «Грі знайомств».
1978 року Алкала став учасником популярного ігрового шоу «Гра знайомств». Ведучий Джим Ленг представив його як «успішного фотографа… Між знімками ви можете побачити, як він стрибає з парашутом або катається на мотоциклі». Друга учасниця конкурсу пізніше описала його як «дуже дивного хлопця» з «дивними думками». Алкала виграв змагання та побачення з учасницею Шеріл Бредшоу, яка відмовилася продовжити знайомство, бо вважала його «моторошним». Кримінальний профайлер Пет Браун, зазначив, що Алкала вбив щонайменше трьох жінок після його участі у шоу, припустивши, що відмова могла вплинути на ситуацію. «Загадка, як це відобразилось у його свідомості», — сказав Браун. «Це те, що він не сприйняв. Психопати не розуміють відмову. Вони думають, що з цією дівчиною щось не так: „Вона розіграла мене. Вона зображала неприступність“. Вона хотіла жити».

### Злочини в Каліфорнії
- 9 листопада 1977 року Алкала вбив Джилл Террі Барком, 18-річну дівчину з Онейди, штат Нью-Йорк, і викинув її тіло на ґрунтовій дорозі недалеко від Малголланд-драйв у Лос-Анджелесі. Барком знайшли лежачою з притиснутими колінами до грудей, оголеною нижче пояса. Були ознаки сексуального насильства, її задушили синьою мотузкою і побили[30]. На правій груді залишились три сліди від укусів. Спочатку її вважали жертвою Гіллсайдського душителя. Однак відкинула підозри після арешту Кеннета Б'янкі і Анджело Буоно, які не зізналися у вбивстві і ніколи не були засуджені за нього[31].
- 16 грудня 1977 року 27-річну медсестру Джорджію Марі Вікстед знайшли мертвою у своїй квартирі в Малібу. Востаннє її бачили, як вона підвозила іншу медсестру, Барбару Гейл, додому з бару. Наступного дня вона не з'явилася на роботі, Гейл з колегами заявила про її зникнення. У квартирі Вікстед поліція виявила сліди злому. Вікстед позувала оголеною на підлозі спальні, задушена нейлоновими панчохами[30]. Вона зазнала сексуального насильства, у неї був проломлений череп і понівечені геніталії. Прокурори використали залишки ДНК та відбиток руки, знайдені на місці злочину проти Алкали[31].
- 24 червня 1978 року Шарлотта Лі Лем, 31-річна юридична секретарка з Санта-Моніки, була знайдена мертвою в пральні житлового комплексу, де вона жила в Ель-Сегундо. Вона стала жертвою сексуального насильства, була побита і задушена шнурком від черевика, вона позувала зі зв'язаними за спиною руками. ДНК на місці злочину збіглося з ДНК Алкали, а ДНК на парі сережок, знайдених у камері схову після вбивства 1979 року Робін Крістін Самсо збіглося з ДНК Лем[31][16].
- 14 лютого 1979 року Алкала підібрав 15-річну мандрівницю Монік Гойт в окрузі Ріверсайд[32]. Він відвіз її до себе додому, де зґвалтував. У віддаленому гірському районі недалеко від Беннінга, штат Каліфорнія, Алкала сфотографував її в спідній білизні, а також зробив знімки, на яких він ґвалтує її. Він зв'язав жертву і заткнув кляпом, сексуально знущався, а потім вдарив каменем по голові. Вона втекла, коли Алкала зайшов у туалет на АЗС по дорозі назад до округу Ріверсайд. Вона написала заяву в поліцію, але мати Алкали внесла за нього заставу[32].
- 13 червня 1979 року Джилл Марі Паренто, 21-річна операторка комп'ютерного набору, рано пішла з роботи, щоб встигнути на бейсбольний матч. Наступного дня вона не прийшла на роботу, поліція виявила в її квартирі в Бербанке сліди злому. Мертва Паренто лежала гола на підлозі у ванній. Вона позувала з подушками під плечима. Вона зазнала сексуального насильства, була побита і задушена. Її вбивця порізався, пролізаючи у вікно; сліди крові пізніше дозволили ідентифікувати Алкалу як злочинця. Подруга Паренто, Кетрін Браянт, сказала, що вони з Паренто кілька разів зустрічалися з Алкалою в клубі[6][31].
- Робін Крістін Самсо, 12-річна дівчинка з Гантінгтон-Біч, зникла 20 червня 1979 року, коли їхала на взятому напрокат велосипеді на урок балету. Її тіло знайшли через дванадцять днів у передгір'ї Лос-Анджелеса, скинуте з Каньйон-роуд Санта-Аніта[33][34]. Її побили, зґвалтували та закололи ножем. Друзі Самсо повідомили поліції, що на пляжі до них підійшов незнайомець і попросив сфотографувати їх. Детективи розповсюдили фоторобот фотографа, і співробітник служби умовно-дострокового звільнення Алкали впізнав його[16]. Під час обшуку в будинку матері Алкали в Монтерей-парку поліція виявила квитанцію про оренду камери схову в Сіетлі; в камері схову вони виявили сережки Лем[6].

## Арешт, суди і засудження
У липні 1979 року заарештований та ув'язнений без права внесення застави. Він постав перед судом за вбивство Самсо, був визнаний винним у травні 1980 року та засуджений до смертної кари у червні. Однак 1984 року Верховний суд Каліфорнії скасував вирок, оскільки присяжні були неналежним чином поінформовані про його попередні сексуальні злочини. У травні 1986 року, після другого судового процесу його визнали винним, а в серпні засудили до смертної кари.
1992 року Верховний суд Каліфорнії підтримав вирок, але Алкала подав habeas corpus, яку 2001 року суддя окружного суду задовольнив, скасувавши другий вирок Алкали. 2003 року колегія апеляційного суду дев'ятого округу підтримала рішення.
2003 року слідчі округу Оріндж дізналися, що ДНК Алкали, взята згідно з новим законом штату попри його заперечення, збігається зі спермою на місцях зґвалтувань і вбивств двох жінок у Лос-Анджелесі. Додаткові докази, включно з іншим збігом ДНК 2004 року, призвели до висунення Алкалі звинувачення у вбивстві ще чотирьох жінок: 18-річної Джилл Барком з Нью-Йорка, знайденої 1977 року в ущелині Лос-Анджелеса; 27-річної Джорджиї Вікстед, 1977 року забитою дубинкою у своїй квартирі в Малібу; Шарлотти Лем, 31 рік, 1978 року зґвалтована, задушена та залишена в пральні житлового комплексу Ель-Сегундо; Джилл Паренто, 21 рік, 1979 року убита у своїй квартирі в Бербанку.
Усі тіла були знайдені «в ретельно вибраних позах». Ще одна пара сережок, знайдена в шафці Алкали в Сіетлі, мала залишки, які збігалися з ДНК Лем. Під час ув'язнення між другим і третім судовими процесами Алкала написав й опублікував книгу «Ви, присяжні», в якій заявляв про свою невинуватість у справі Самсо і запропонував іншого підозрюваного. Він подав два позови проти пенітенціарної системи Каліфорнії за випадок, пов'язаний із падінням і за відмову надати йому харчування з низьким вмістом жиру.
2003 року прокуратура подала клопотання про об'єднання звинувачень у справі Самсо з обвинуваченнями щодо чотирьох нових жертв. Адвокати Алкали оскаржили це. 2006 року Верховний суд Каліфорнії виніс рішення на користь обвинувачення, а у лютому 2010 року Алкала постав перед судом за п'ятьма об'єднаними звинуваченнями.
Під час третього судового процесу Алкала представляв свої інтереси сам. Протягом п'яти годин виконував роль слідчого та свідка, ставлячи собі запитання та звертаючись до себе як містер Алкала нижчим голосом, а потім відповідав на них звичайним голосом. Тоді зізнався, що у момент викрадення Самсо, оформлював заявку на роботу фотографом у тематичному парку Бвейна-Парку. Він показав журі частину свого виступу 1978 року у шоу «Гра знайомств» як доказ, що сережки, знайдені в його шафці в Сіетлі, були його. Джед Міллс, актор, який також знімався з Алкалою, сказав, що 1978 року сережки ще не були соціально прийнятними для чоловіків. «Я ніколи не бачив людину з сережкою у вусі, — сказав він. — Я б помітив їх на ньому».
Алкала не зробив суттєвих спроб оскаржити чотири додаткові звинувачення, окрім того, що стверджував, що не може пригадати вбивство жодної з жінок. Під час фінального виступу виконав пісню Арло Гатрі «Alice's Restaurant», у якій герой каже психіатру, що хоче «вбити». Після менш ніж двох днів присяжні визнали його винним за всіма п'ятьма пунктами вбивства першого ступеня. Неочікуваним свідком стала Шапіро. Психіатр Річард Раппапорт, оплачений Алкалою, єдиний свідок захисту, засвідчив, що емоційно нестабільний розлад особистості може пояснити заяви Алкали про те, що він не пам'ятає вчинення вбивств. Прокурор стверджував, що Алкала був «сексуальним хижаком», який «знав, що робив неправильно, але йому було байдуже». У березні 2010 року Алкалу засудили до смертної кари.
2010 року поліція Нью-Йорка оголосила, що більше не переслідуватиме Алкалу через його статус засудженого, який очікує страти. Однак, у січні 2011 року велике журі Мангеттену висунуло йому звинувачення у вбивствах Кріллі та Говера 1971 та 1977 років відповідно. У червні 2012 року його екстрадували до Нью-Йорка. У грудні 2012 року визнав себе винним, мотивуючи це бажанням повернутися до Каліфорнії, щоб оскаржити вирок. 7 січня 2013 року суддя Мангеттену засудив Алкалу до довічного ув'язнення. З 2007 року в штаті Нью-Йорк не існує смертної кари.

## Додаткові жертви

### Фотографії невідомих
У березні 2010 року поліційні департаменти Гантінгтон-Біч, штат Каліфорнія та Нью-Йорка оприлюднили 120 фотографій Алкали та звернулися до громадськості за допомогою в упізнанні, сподіваючись знайти додаткових жертв. Приблизно 900 фотографій не вдалося оприлюднити через надто відверту сексуальність. За перші кілька тижнів поліція повідомила, що приблизно 21 жінка прийшла, щоб ідентифікувати себе, і «щонайменше шість сімей» впізнали своїх близьких, які «зникли безвісти багато років». До 2013 року жодна з фотографій не була однозначно пов'язана зі справою зниклих безвісти чи нерозкритим вбивством. Сто десять оригінальних фотографій залишаються опублікованими в інтернеті, і поліція продовжує очікувати допомогу громадськості з ідентифікацією.

### Морган Ровен
Після смерті Алкали 2021 року 68-річна Морган Ровен зв'язалася з Стівом Годелом, одним із перших слідчих у справі Шапіро, і розповіла, що на неї напав Алкала у липні 1968 року, коли їй було 16 років. Ровен стверджувала, що коли вона жила в Голлівуді, до неї підійшов Алкала в підлітковому нічному клубі на Сансет Стріп і сіла в його машину, щоб він підвіз її до ресторану. Замість цього Алкала відвіз до своєї квартири за кілька кварталів, де, за його словами, він влаштував вечірку. Коли вони прибули, Алкала затягнув Ровен до спальні, замкнув двері, а потім побив і зґвалтував. Ровен врятували друзі та знайомі, які увірвалися до кімнати через вікно. Алкала втік, а Ровен витягли з квартири її друзі.

### Памела Лемсон
У березні 2011 року слідчі в окрузі Марін, Каліфорнія, оголосили, що «впевнені», що Алкала причетний до вбивства 9 жовтня 1977 року 19-річної Памели Джин «Пем» Лемсон, яка зникла після поїздки на Рибацьку пристань, щоб зустрітися з чоловіком для фотосесії. Її побите оголене тіло знайшли в окрузі Марін біля туристичної стежки. Через відсутність відбитків пальців та ДНК злочинця звинувачення так і не були висунуті, але поліція стверджувала, що було достатньо доказів, щоб вважати Алкалу її вбивцею.

### Крістін Торнтон
У вересні 2016 року Алкалу звинуватили у вбивстві 28-річної Крістін Рут Торнтон. Торнтон з хлопцем переїхали в Сан-Антоніо, штат Техас. У червні 1977 року вони розійшлися в Білоксі, штат Міссісіпі. Її востаннє бачили автостопом, і більше про неї ніхто не чув. 2013 року поліція оприлюднила зображення темноволосої жінки, яка їде на мотоциклі в жовтій сорочці, яку впізнала сестра Торнтон.
1982 року її тіло знайшли в окрузі Світвотер, штат Вайомінг, біля міжштатної автомагістралі 80, але особа залишалася невідомою. 2015 року результат тесту ДНК родичів Торнтон збіглася зі зразками тканини з її останків. Алкала зізнався, що зробив фотографію, але не вбивав жінку, яка на момент смерті була приблизно на шостому місяці вагітності. Торнтон є першою ймовірною жертвою вбивства, пов'язаною з фотографіями Алкали, оприлюдненими 2010 року. 73-річний Алкала був занадто хворий, щоб постати перед судом за новими звинуваченнями.

### Інші справи
2010 року поліція Сіетла назвала Алкалу «особою, яка представляє інтерес» у кількох нерозкритих вбивствах у штаті Вашингтон, оскільки Алкала орендував камеру схову в районі Сіетла, де слідчі знайшли коштовності, що належали двом його жертвам у Каліфорнії 1979 року. Повідомляється, що після цього поновили кілька мертвих справ у Каліфорнії, Нью-Йорку, Нью-Гемпширі й Аризоні.
- 20-річну Шеррі Енн Грінман востаннє бачили у Вотервіллі, штат Вашингтон, 14 вересня 1976 року після її звільнення з в'язниці округу Дуглас[74]. Родина Грінман не впізнала Шеррі на фотографії з камери схову Алкали[75].
- 13-річна Антуанетта Джин Вітакер була студенткою, яка жила в прийомній сім'ї, коли в ніч проти 9 липня 1977 року вийшла з невідомим чоловіком. Через тиждень знайшли її повністю одягнене тіло, яке спиралося на руки і коліна на пустирі в Лейк-Сіті, Сіетл. Її зарізали, ознак сексуального насильства не було[73].
- 17 лютого 1978 року 17-річну Джойс Франсін Гонт знайшли на місці для пікніка в парку Сьюард, Сіетл. Вона була оголена й лежала долілиць; її череп був роздроблений. Підліток з вадами розвитку також був побитий, задушений і підданий сексуальному насильству. Вона жила в інтернаті, де її востаннє бачили, коли вона виходила на зустріч з невідомим чоловіком 16 лютого[73].

## У ЗМІ
3 грудня 2017 року відбулась прем'єра біографічної стрічки про життя Алкали «Вбивця з „Гри знайомств“», яку зняв Пітер Медак і транслювалася американською телевізійною мережею Investigation Discovery. 3 листопада 2022 року вийшов трисерійний телевізійний документальний фільм про Алкалу
2024 року Netflix випустив біографічний фільм «Жінка години» режисерки та акторки Анни Кендрік, який описує історію появи Алкали в «Грі знайомств» в розпал його злочинів.